# Allium insufficiens
Allium insufficiens är en amaryllisväxtart som beskrevs av Aleksei Ivanovich Vvedensky. Allium insufficiens ingår i släktet lökar, och familjen amaryllisväxter. Inga underarter finns listade i Catalogue of Life.